# Kontrasípos duda
A Kárpát-medencében élő népek dudái a kelet-európai dudatípusok egyik csoportjának tekinthetők. (Lásd erről bővebben: Duda (hangszer)) A térségben található dudatípusok szoros rokonságban állnak egymással, ami a hangszerek szerkezetében, felépítésében, a játéktechnikában, valamint a sípszárak hangkészletében egyaránt megnyilvánul. Feltehetően ezek a hangszerek mind egy archaikus dudatípusból fejlődtek ki, amely az Európában legkorábbi régészeti leletnek ismert, avar kori kettőssípokból (vagy tömlősípokból) eredeztethető. Ezt a feltevést erősíti, hogy ezek a hangszerek dallam- és kontrasípból álló kettőssípszárból, valamint két oktávval mélyebben szóló basszussípszárból állnak, így képesek egy időben a melódia, a harmónia és a tánckíséretnél nélkülözhetetlen kísérőritmus megszólaltatására.

## A Kárpát-medencei dudatípusok

### Szimplasípszáras dudák
Főként A Kárpátok északi részén, valamint Lengyelország déli részén található meg az a típus, amelynek dallamsípszárában csak egy nád- vagy bodzasíp található. Nyolc hang szólaltatható meg rajta és átmenetet képez a nyugat-európai és a közép-európai típusok között. Alaphangja mély, d és esz körül van. Mély hangzása miatt kiválóan alkalmas az énekkíséretre. Szájjal fújva és fújtatóval egyaránt használják.

#### Cimpoi
Szimplasípszáras román duda, Moldvában használták.

### A kettőssípszáras hangszerek

#### A gajde
A Maros menti szerbek, a bácskai bunyevácok és szerbek, a mohácsi és falusi sokácok, a baranyai - Pécstől délre élő - bosnyákok, a Dráva menti sokácok, a Budapest környéki rácok (horvátok) és szerbek a gajde nevű dudát használták. A duda sípszárában két különálló furatban két nád vagy bodzasíp található.

#### A dude
A dude vagy duda sajátossága, hogy a hengeres, ólombetétes dudafejhez favályús szerkezetű sípszár csatlakozik, amelybe három, sőt négy síp is található. Ezeknél a típusoknál a dallamcsövön a bolhalyuk hiányzik. A nagy levegőfogyasztás miatt kizárólag fújtatóval működtetik, így a zenész a játék mellett énekelni is tud. A dude a Dráva vonalában mindkét parton előfordul. A magyar oldalon Sellyétől Csurgóig találhatók meg ezek a hangszerek, főként a Dráva menti horvátok lakta községekben. Ezek a dudák átmenetet képeznek a magyar és horvát nyelvterületen található dudatípusok között.

#### A dudy, gajdy
A Kárpát-medence északi területein Pozsonytól Eperjesig követhető a magyarok és szlovákok formailag és hangzásában is igen hasonló hangszere. E dudák között két altípust lehet megkülönböztetni. Az egyik altípusnál, a dudynál a kettőssípszár dallamjátszó csövének alaphangja nem szólal meg, zárt a rendszer, a hangsor a második fokkal kezdődik, és a hangszer alaphangja a másik furaton, valamint egy oktávval mélyebben - mint a többi típusnál -, a basszussípon szólal meg. Másik alapvető különbség, hogy a dallamsípszáron a bolhalyuk hiányzik.
A másik altípusnál a dallamsípszáron az alaphangot az oldalán található hosszanti nyílás adta, de bolhalyuk nem volt a dallamjátszó furaton. A többi alkatrész az előbbi altípuséval teljesen megegyezik. Érdekesség, hogy a közelmúltban felfedezett moldvai csángó síposok hangszereinek kettőssípszárai is ilyenek, azzal a különbséggel, hogy a kontrahosszabbító egy kisebb méretű fatülök.

#### A duda
A dupla sípszáras, kontrasípos, bolhalyukas dudák a magyar dudatípus képviselői. A magyar dudákat formai gazdagságuk, különböző speciális alkatrészeik jól elkülönítik a többi Kárpát-medencében megtalálható dudatípustól. A hangszer a 19-20. században döntően három területen: a Dunántúlon, - Veszprém vármegyében, Csallóközben, és Szigetközben -, a palócok lakta vidékeken - főként az egykori Hont, Nógrád, Bars, Heves és Pest vármegyében -, valamint Szeged környékén maradt meg. Néhány szigetszerű magyar népcsoportnál, például a zoboralji magyarságnál is fellelhető. Erdély déli részén, Hunyad és Maros-Torda vármegyében szintén voltak ilyen bolhalyukas kettőssípszáras hangszerek.
A bőr formája, kikészítése minden típusnál hasonló, így a dudafejek és az ahhoz csatlakozó sípszárak, a sípszárak végén található toldalékok, a basszussípok formai különbségei, valamint a hangszerek levegőellátásának módjai adják az egyes altípusok speciális jegyeit.

## Dudások a társadalomban és a szokásokban

### Pásztorok
Egész Európában egyetlen olyan társadalmi csoportot ismerünk - a pásztorokét -, amellyel kapcsolatban a duda említése már a 13-14. századtól kezdve napjainkig folyamatosan előfordul. Beszédes adalékot szolgáltat ehhez a Jézus születése vagy a pásztorok hódolata bibliai téma ábrázolása is. Ezeken a képeken érdekes kettősség figyelhető meg. A művészek szükségesnek érezték a Szentírás szereplőinek és eseményeinek jelenre való kivetítését, újraértelmezését. Ezt úgy érhették el leghatásosabb módon, ha realisztikus módon, a mindennapi élet helyszíneinek megjelenítésével ábrázolják a krisztusi szenvedéstörténet legjellemzőbb eseményeit és szereplőit. Az ábrázolásokat áttekintve feltűnik, hogy a pásztorok megjelenítésénél igen gyakori a pásztorhangszernek számító duda mint a foglalkozás azonosításához jól használható attribútum használata.

### Katonák
A katonáknál szintén több évszázadon keresztül kimutatható a duda, mint hadihangszer használata. A 16-17. századi ábrázolásokon gyakran találkozhatunk a katonák kezében tartott hangszerrel. A Dózsa György kivégzését ábrázoló litográfia egyik katonájának kezében is látható a duda. 

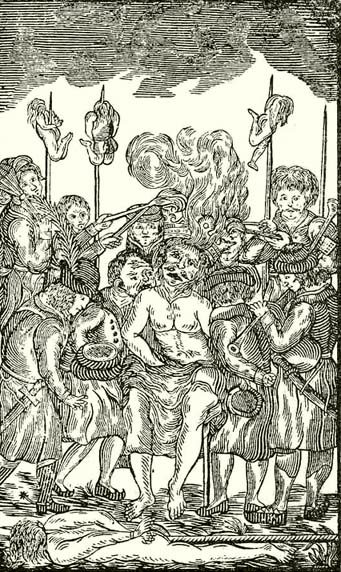
Dózsa György kivégzése. Jobb szélen látható a dudát fújó katona. «Monumentaa Ungarica» Viennae, 1800

## A dudálás alkalmai a 19-20. században

### Egyéb szórakozási és táncalkalmak
Durva leegyszerűsítés volna azt hinni, hogy a hangszeres népzenének kizárólag szolgáltató funkciója van, és a mulatság vagy a szertartás zenei kiszolgálásán kívül nincs semmi szerepe. Számos példa igazolja, hogy a régi ember hétköznapjaiban a zene milyen fontos szerepet töltött be. Ennek csak egy példája az "unalmában furulyázgató pásztor", hiszen a népdalok zömét is otthon "unalmukban dalolgató asszonyoktól" ismerjük.